# Haghartsin (vattendrag)
Haghartsin är ett vattendrag i Armenien. Det ligger i den norra delen av landet, 70 kilometer nordost om huvudstaden Jerevan.
I omgivningarna runt Haghartsin växer i huvudsak lövfällande lövskog. Runt Haghartsin är det ganska tätbefolkat, med 58 invånare per kvadratkilometer.